# Луйтла-Дуймун
Луйтла-Дуймун (фар. Lítla Dímun) — самый маленький и единственный необитаемый из 18 основных островов Фарерского архипелага. Находится между островами Сувурой и Стоура-Дуймун.
Луйтла-Дуймун никогда не был населён, его единственные обитатели — фарерские овцы и морские птицы, преимущественно тупики. Остров со всех сторон окружён отвесными скалами, на которые можно подняться с помощью веревок, подвешенных хозяевами овец, что сложно и возможно только в хорошую погоду. Наивысшая точка — гора Роаван (также известна как Слаттинир) высотой 414 метров. Площадь острова — 0,83 км².

## Название

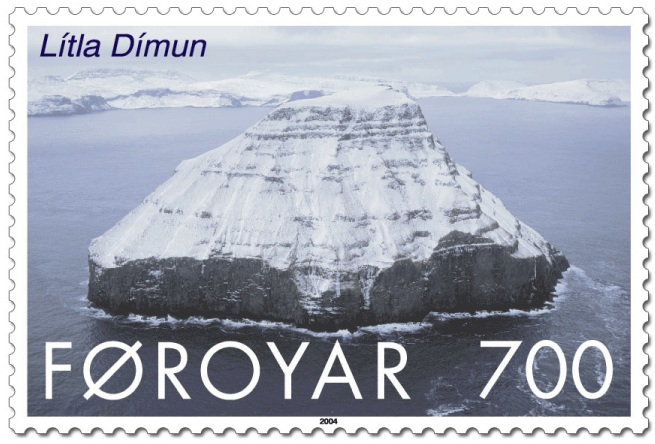
Луйтла-Дуймун на почтовой марке Фарерских островов 2004 года выпуска

Фарерское слово «lítla» означает «малый». Слово «dímun» происходит от кельтского слова «dímuinn», означающего «двуглавая сопка». Это объясняет, почему соседний остров называется Стоура-Дуймун («stóra» означает «большой»).
В начале XX века среди учёных (Я. Якобсен, Ф. Нансен) было распространено мнение, что название было дано острову кельтами, жившими на Фарерах до прихода скандинавов. В более современных исследованиях подтверждается высокая вероятность кельтского происхождения слова «dímun» и указываются примеры географических объектов Исландии, Шетландских и Оркнейских островов с названиями, содержащими этот элемент, но утверждается, что это слово не связано с доскандинавским населением Фарер и является лишь древнескандинавским заимствованием из гэльских языков.

## История

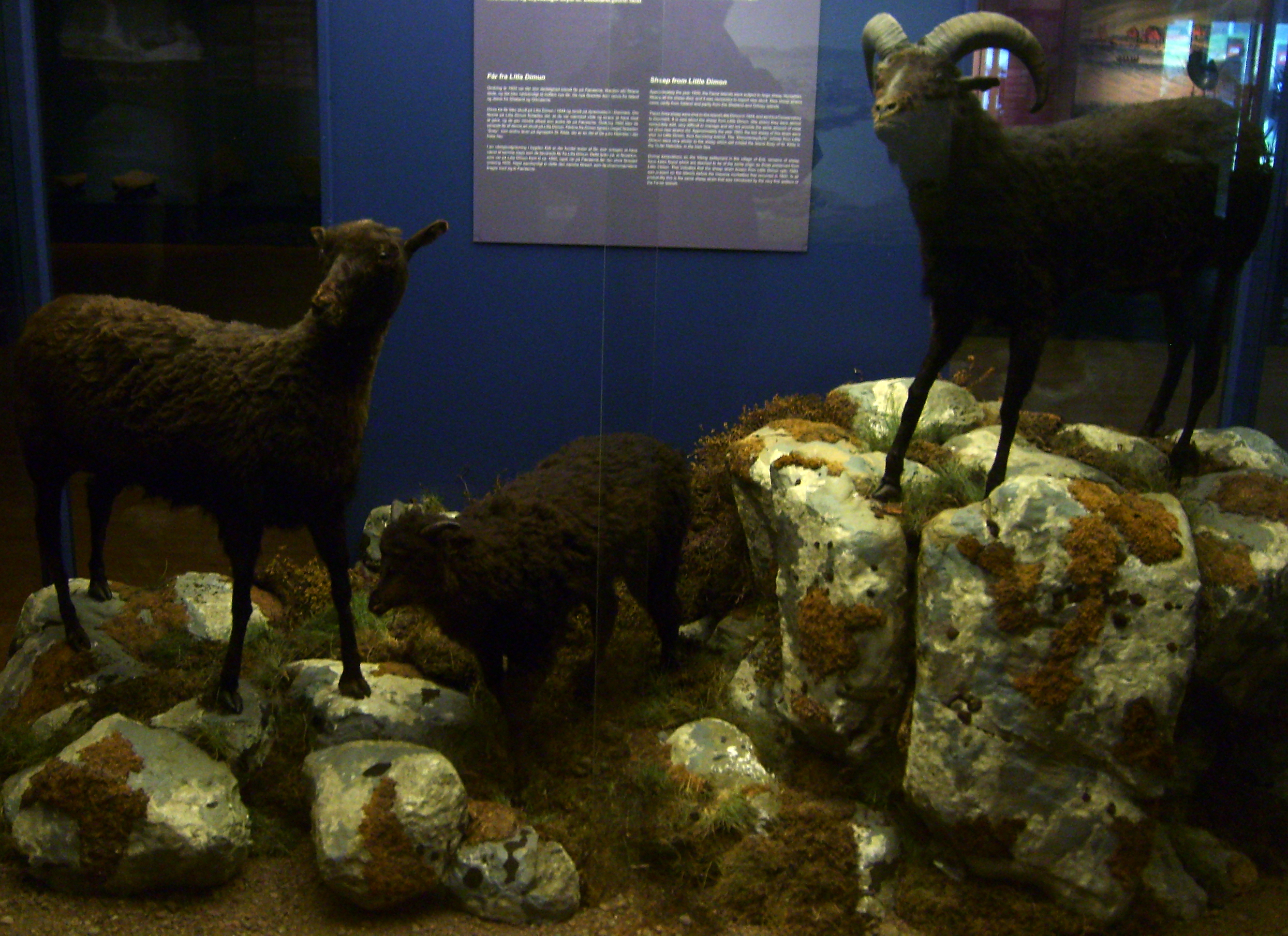
Чучела диких овец, обитавших на острове

Луйтла-Дуймун упоминается в «саге о фарерцах» XIII века как место, где местные жители оставляли пастись своих овец и коров.
До 1850 года остров находился в собственности короля Дании, пока не был продан на аукционе за 5000 датских талеров фермерам из посёлка Квальба с острова Сувурой, чьи потомки до сих пор владеют островом и используют его в качестве летнего пастбища для овец.
Вскоре после покупки острова фермеры истребили уникальный вид овец, проживавших на Луйтла-Дуймуне круглогодично с давних времён. Из трёх овец были сделаны чучела, которые выставлены в национальном музее Фарерских островов в Торсхавне.
Летом 2006 года 24 молодых людей из Исландии, Норвегии и Фарерских островов жили на Луйтла-Дуймуне в течение трёх дней в рамках арт-проекта «Молчаливый остров». У них не было с собой никаких электронных устройств. Результаты пребывания на острове были продемонстрированы участниками в виде перформанса в посёлке Норрагёта на острове Эстурой.